# IC 3960
IC 3960 је спирална галаксија у сазвјежђу Береникина коса која се налази на листи објеката дубоког неба у Индекс каталогу.
Деклинација објекта је + 27° 51' 17" а ректасцензија 12h 59m 8,0s. Привидна величина (магнитуда) објекта IC 3960 износи 14,7 а фотографска магнитуда 15,7. IC 3960 је још познат и под ознакама MCG 5-31-55, CGCG 160-219, DRCG 27-109, PGC 44551.